# Avidovaspis phoenicis
Avidovaspis phoenicis är en insektsart som beskrevs av Uri Gerson och Davidson 1974. Avidovaspis phoenicis ingår i släktet Avidovaspis och familjen pansarsköldlöss.
Artens utbredningsområde är Egypten. Inga underarter finns listade i Catalogue of Life.